# Leen Kranenburg
Leendert Arie Dirk Kranenburg (Klaaswaal, 6 november 1906 – Apeldoorn, 17 februari 1999) was een Nederlands militair. Aan het einde van zijn loopbaan was hij generaal-majoor in de functie van territoriaal bevelhebber oost.

## Jeugd
Na zijn eindexamen HBS-B te hebben behaald volgde hij de opleiding aan de gROI gevolgd door een studie aan de Koninklijke Militaire Academie in Breda.

## 1940-1945

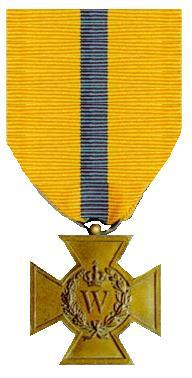
Bronzen Kruis

Als luitenant maakte Kranenburg de slag om de Grebbeberg mee. Hij werd gevangengenomen en daarna als adjunct-inspecteur aangesteld bij de gemeentepolitie te Enschede, om vervolgens als instructeur in Kampen een opleiding te verzorgen voor rijksveldwachters.
Hij ging in Utrecht dierengeneeskunde studeren en haalde deel 1 van zijn kandidaatsexamen.
In 1942 werd hij met alle beroepsofficieren als krijgsgevangene afgevoerd. Hij belandde via Neurenberg in kamp Stanislau.  Op 11 januari 1944 werd hij per trein naar kamp Neubrandenburg gebracht. Met twaalf lotgenoten ontsnapte hij onderweg uit de trein. Met behulp van Oekraïense partizanen wist hij, met een groepje anderen, over de besneeuwde Karpaten naar Hongarije te ontkomen, een afstand van 150 km. Na zeventien dagen kwamen ze in Boedapest aan. Ze werden geïnterneerd maar kregen al gauw een zekere bewegingsvrijheid, waardoor ze het verzet konden helpen.
Toen de Duitsers in maart 1944 Hongarije bezetten, dook hij onder, totdat ze door de Russen bevrijd werden. In Russisch uniform ging hij met zijn bruid Georgina naar Ploiești in Roemenië en  vandaar naar Kiew en Moskou. Met de Nieuw-Holland van de Holland Amerika Lijn vertrokken Leen en Giny Kranenburg op 15 april 1945 uit Odessa. Ze kwamen in Glasgow aan net voor de Duitse capitulatie. Hun eerste dochter werd in Engeland geboren, hun tweede dochter in Nederland. 

## 1947-1950
Van 1947 tot 1950 was hij compagniescommandant gestationeerd op Sumatra (Medan, 4-2 RL). Giny ging terug naar Hongarije, waar het toen al erg onrustig werd. Het heeft Leen Kranenburg veel moeite gekost zijn vrouw en hun twee kinderen naar het Westen te krijgen. 

## Na 1950
Kranenburg bleef militair en volgde het British Staff College en de Hogere Krijgsschool. Hij bekleedde daarna diverse staffuncties bij de NAVO, was commandant 44ste Painfbat, militair-attaché in Londen (1965-1968) en commandamt van de 42ste Pantserinfanterie Brigade in Assen.
Op 57-jarige leeftijd verliet hij de dienst. Hij schreef zich in aan de Universiteit van Nijmegen als student politicologie. Hij haalde zijn doctoraal in 1980.

## Carrière
- 01-08-1938: Tweede luitenant
- 02-04-1947: Eerste luitenant
- 05-01-1949: Kapitein
- 31-10-1954: Majoor
- 30-10-1960: Luitenant-kolonel
- 01-11-1965: Kolonel
- 01-11-1969: Brigadegeneraal
- 01-09-1971: Generaal-majoor der Infanterie

## Onderscheidingen
- Bronzen Kruis (BK), KB van 7 februari 1948[1]
- Orde van Oranje-Nassau (ON.4)
- Ereteken voor Orde en Vrede met 3 gespen
- Oorlogsherinneringskruis (OHK)
- Huwelijksmedaille 1937
- Onderscheidingsteken voor Langdurige Dienst als officier XXXV